# Luiz Fernando Faria de Azevedo
Luiz Fernando Faria de Azevedo foi um político brasileiro do estado de Minas Gerais. Foi deputado estadual em Minas Gerais, durante o período de 1967 a 1975 (5ª e 6ª legislaturas), respectivamente pelo PSP e pela ARENA.

Foi também Ministro interino da pasta de Minas e Energia no governo Itamar Franco